# Suvannonsaari
Suvannonsaari är en ö i Finland. Den ligger i Kalajoki älv och i kommunen Ylivieska i den ekonomiska regionen  Ylivieska ekonomiska region  och landskapet Norra Österbotten, i den centrala delen av landet, 400 km norr om huvudstaden Helsingfors. Öns area är 0,7 hektar och dess största längd är 180 meter i sydöst-nordvästlig riktning.